# Oscinella manni
Oscinella manni är en tvåvingeart som beskrevs av Deeming 2003. Oscinella manni ingår i släktet Oscinella och familjen fritflugor. Inga underarter finns listade i Catalogue of Life.